# Cirrhosoma
Cirrhosoma is een geslacht van vlinders van de familie spanners (Geometridae), uit de onderfamilie Ennominae.

## Soorten
- C. curvata Warren, 1906
- C. translucida Warren, 1905